# Lulkowo (Koejavië-Pommeren)
Lulkowo is een dorp in de Poolse woiwodschap Koejavië-Pommeren. De plaats maakt deel uit van de gemeente Łysomice.